# Обручёвка (село)
Обручёвка — село в Кизильском районе Челябинской области России. Административный центр Обручёвского сельского поселения.

## Этимология
Название села по одной из легенд произошло от имени генерал-лейтенанта Николая Николаевича Обручева.

## География
Село находится на берегу рек Ильяска и её притока Кипчак, на расстоянии 25 км (по прямой) к северо-востоку от села Кизильское, административного центра района.

### Часовой пояс
Село Обручёвка, как и вся Челябинская область, находится в часовой зоне МСК+2. Смещение применяемого времени относительно UTC составляет +5:00.

## Население
| 2002 | 2010  |
| ---- | ----- |
| 1146 | ↗1153 |

### Половой состав
По данным Всероссийской переписи, в 2010 году численность населения села составляла 1153 человека (533 мужчины и 620 женщин).

## Улицы
| - ул. Колхозная, - ул. Ленина, - ул. Луговая, - ул. Мира, - ул. Молодёжная, - ул. Музыкальная, | - ул. Набережная, - ул. Пионерская, - ул. Придорожная, - ул. Советская, - ул. Спортивная, - ул. Степная, | - ул. Трудовая, - ул. Фалезова, - ул. Цветочная, - ул. Центральная, - ул. Школьная, - ул. Юбилейная. |